# Lança-granadas M203

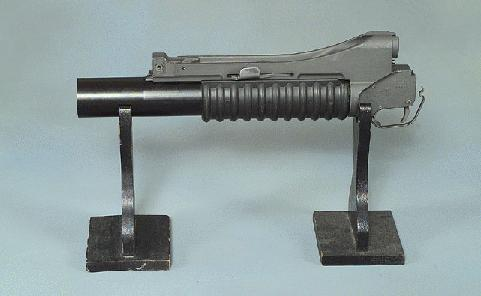
M203 desmontado

 O M203 é um lança-granada abaixo do cano, tiro único de 40 mm projetado para ser acoplador a um rifle utilizado pelo exército dos Estados Unidos desde a Guerra do Vietnã, ele usa os mesmos círculos que o mais antigos stand-alone, foi criado como um aperfeiçoamento do M79 para dar mais flexibilidade aos soldados, que podiam assim trocar rapidamente de um tipo de arma para outro.
Stand-alone variantes do M203 existem, como as versões projetadas especificamente para muitos outros rifles. O dispositivo anexado sob o barril, o disparador do lançador que está na parte traseira do lançador, apenas para diante carregador do rifle. O compartimento do rifle funciona com uma puxada do gatilho para disparar o M203. Um sistema de observação separado é adicionado a rifles equipados com o M203, como miras padrão do rifle não são compatíveis com o lançador. A versão equipada com o C7 canadense tem uma mira anexada ao lado do lançador, tanto à esquerda ou à direita, dependendo das necessidades do usuário.
É usado pelo Corpo de Fuzileiros Navais do Brasil e Exército Brasileiro
.

## Dados técnicos
- Calibre: 40 mm
- Peso: 1,36 kg
- Cadência cíclica: 100 tiros por minuto
- Alcance efetivo (alvo específico): 150 m
- Alcance máximo: 400 m